# Frauke Petry
Frauke Petry z domu Marquardt (ur. 1 czerwca 1975 w Dreźnie) – niemiecka chemiczka, przedsiębiorca i polityk. W latach 2015–2017 współprzewodnicząca Alternatywy dla Niemiec (AfD). Posłanka do landtagu Saksonii, deputowana do Bundestagu.

## Życiorys
Urodziła się 1 czerwca 1975 w Dreźnie. W 1992 jej rodzina przeprowadziła się do Bergkamen w Nadrenii Północnej-Westfalii. Studiowała chemię na University of Reading do 1998. Następnie na Uniwersytecie w Getyndze w 2004 uzyskała stopień doktora chemii. W latach 2005–2007 pracowała na tej uczelni. W 2007 zajęła się prowadzeniem własnej działalności gospodarczej w ramach spółki prawa handlowego PURinvent. W 2012 została wyróżniona Medalem Zasługi RFN.
W lutym 2013 znalazła się wśród założycieli Alternatywy dla Niemiec. Do kwietnia była zastępczynią rzecznika tego ugrupowania, następnie została jednym z trzech rzeczników krajowych partii. Objęła również funkcję przewodniczącej AfD w Saksonii. Z jej ramienia w wyniku wyborów w 2014 objęła mandat deputowanej do landtagu tego kraju związkowego. 4 lipca 2015 została współprzewodniczącą Alternatywy dla Niemiec obok Jörga Meuthena.
Była kandydatką swojego ugrupowania na urząd kanclerza, jednak na skutek partyjnych sporów zrezygnowała z tej roli w kwietniu 2017. Partia ostatecznie umożliwiła natomiast swojej współprzewodniczącej wystartowanie w wyborach parlamentarnych. Frauke Petry w wyniku głosowania z września 2017 uzyskała mandat bezpośredni do Bundestagu, a AfD z wynikiem 13% głosów wprowadziła do niższej izby niemieckiego parlamentu ponad 90 swoich przedstawicieli. Już w noc wyborczą polityk zadeklarowała, że nie wejdzie w skład frakcji poselskiej AfD, a kilka dni później złożyła rezygnację z funkcji partyjnych.

## Życie prywatne
Zamieszkała w Saksonii. Do 2015 była żoną luterańskiego pastora Svena Petry, z którym ma czworo dzieci. Jej partnerem został następnie prawnik i europoseł z ramienia Alternatywy dla Niemiec Marcus Pretzell. Para pobrała się w 2016.